# Погодаев, Пётр Егорович
Пётр Егорович Погодаев — оленевод, лауреат Государственной премии СССР, кавалер ордена Отечественной войны II степени, ордена Ленина, ордена Октябрьской Революции.

## Биография
Родился 18 марта 1918 года в местности Кетанда. Работать начал в 13 лет, был оленеводом, охотником, каюром в геолого-разведочной экспедиции. Участник Великой Отечественной войны и советско-японской войны, оленевод колхоза им. Серго Орджоникидзе Усть-Майского района Якутской АССР, бригадир самого дальнего оленеводческого стада № 7 в Адыччи Томпонского района Якутской АССР.
Постановлением ЦК КПСС и Совета Министров СССР от 4 ноября 1976 года за значительное увеличение производства высококачественной продукции животноводства и внедрение прогрессивной технологии её переработки был в составе коллектива удостоен Государственной премии СССР за выдающиеся достижения в труде. Он — единственный лауреат среди оленеводов. Также был награжден орденом Ленина, орденом Октябрьской революции, присвоено почётное звание заслуженного работника народного хозяйства Якутской АССР.
Умер - 13 марта 1988 года